# Aspila onca
Aspila onca là một loài bướm đêm trong họ Noctuidae.